# Triumph Studios
Triumph Studios ist ein niederländischer Spieleentwickler mit Sitz in Delft, der sich auf die Entwicklung von Computer-Strategiespielen und Computer-Rollenspielen in einem Fantasy-Setting spezialisiert hat. Alle Spiele des Unternehmens haben gemeinsam, dass der Spieler die Weltherrschaft erringen soll. Daraus leitet sich der Firmenname ab.
Bekannt ist das Unternehmen für ab 1999 herausgegebene Strategiespielreihe Age of Wonders und die 2007 bzw. 2009 veröffentlichten Action-Adventure Overlord und Overlord 2. Für die Entwicklung wird die hausinterne Creator-Engine verwendet.
Für das 2014 erschienene Age of Wonders III verzichtete das Unternehmen auf einen Publisher und finanzierte die Produktion selbst. Im Juni 2017 wurde die Übernahme durch den auf Strategiespiele spezialisierten schwedischen Publisher Paradox Interactive bekannt gegeben.
Für den 6. August 2019 wurde ein neuer Teil der Age-of-Wonders-Serie angekündigt mit dem Namen Age of Wonders: Planetfall, in dem Handlung und Spielwelt zum ersten Mal im Weltraum angesetzt ist und das das erste Produkt der Zusammenarbeit mit Paradox Interactive sein wird.

## Veröffentlichte Spiele
| Jahr | Titel                                      | Publisher               | Plattform(en)          |
| ---- | ------------------------------------------ | ----------------------- | ---------------------- |
| 1999 | Age of Wonders                             | Gathering of Developers | Windows                |
| 2002 | Age of Wonders II: Der Zirkel der Zauberer | Gathering of Developers | Windows                |
| 2003 | Age of Wonders: Shadow Magic               | Gathering of Developers | Windows                |
| 2007 | Overlord                                   | Codemasters             | PS3, Windows, Xbox 360 |
| 2007 | Overlord: Raising Hell                     | Codemasters             | PS3, Windows, Xbox 360 |
| 2009 | Overlord 2                                 | Codemasters             | PS3, Windows, Xbox 360 |
| 2014 | Age of Wonders III                         | Triumph Studios         | Windows, Linux, OS X   |
| 2014 | Age of Wonders III: Golden Realms          | Triumph Studios         | Windows, Linux, OS X   |
| 2015 | Age of Wonders III: Eternal Lords          | Triumph Studios         | Windows, Linux, OS X   |
| 2019 | Age of Wonders: Planetfall                 | Paradox Interactive     | Windows, PS4, Xbox One |
| 2023 | Age of Wonders 4                           | Paradox Interactive     | Windows, PS4, Xbox One |